# 佩里亚萨米·库马兰
佩里亚萨米·库马兰（1969年1月23日—），又译古瑪蘭、庫馬蘭，印度外交官，曾任印度驻新加坡高级专员、印度駐卡塔爾大使。

## 经历
佩里亚萨米·库马兰生於1969年1月23日。拥有印度理工学院马德拉斯分校電子與通訊专业科技学士学位。
1992年，库马兰進入印度外事服務部。1994年1月至1997年6月在印度驻开罗大使馆担任三等秘书，同時在開羅美國大學學習阿拉伯語。1997年7月至2000年12月，先後擔任印度駐的黎波里大使館二等祕書和一等祕書；2000年12月至2003年9月擔任印度駐布魯塞爾大使館一等秘書；2003年9月至2005年3月擔任外交部西歐司处长。2005年4月至2007年6月擔任班加罗尔地区护照官员。2007年6月至2009年10月，他被派往巴基斯坦，担任印度驻巴基斯坦高级专员公署参赞。随后，他被派往美国，於2009年10月至2011年8月担任印度驻美國大使馆参赞。之后，他於2011年9月至2014年6月出任印度驻斯里蘭卡高级专员公署副高级专员。2014年7月至2016年9月，他在新德里外交部担任领事、护照和签证处联秘。随后，他於2016年10月至2020年7月担任印度驻卡塔爾大使。2020年5月26日，库马兰被任命爲下一任印度駐新加坡高級專員。2020年8月25日，向新加坡總統遞交國書。2020年7月至2023年7月，庫馬倫擔任印度駐新加坡高級專員。